# Sainte-Claire
Pour les articles homonymes, voir Sainte-Claire (homonymie).
Sainte-Claire est une municpalité dans la municipalité régionale de comté de Bellechasse au Québec (Canada), située dans la région administrative de Chaudière-Appalaches. Elle est nommée en l'honneur de Claire d'Assise. L’actrice québécoise Noémie O’Farrell est née en ce lieu. Louis-Albert Corriveau-Jolin est également un champion en paracyclisme. 

## Histoire
C'est en 1824 que Sainte-Claire a vu le jour, devenant la première paroisse catholique. Que l'on arrive des quatre coins de Sainte-Claire, soit Saint-Anselme, Saint-Lazare, Saint-Malachie ou Sainte-Hénédine, la route nous amène à la toute première épicerie du village, le Marché Carrier.
Sainte-Claire compte deux personnages célèbres : le docteur J.A.N. Chabot, premier médecin de la municipalité et fondateur de la première caisse populaire et Eugène Prévost, fondateur des autobus Prévost car.
Eugène Prévost, natif de Sainte-Claire, rénove l'église ainsi que le cimetière, offre aux villageois la croix lumineuse sur le boulevard Bégin et crée de nombreux emplois. Un parc en son honneur est situé en face de l'église comportant une plaque de bronze et l'on donna le nom de Villa Prévost à la résidence pour personnes âgées.
Prévost car est maintenant une filiale du constructeur suédois Volvo qui dispose d'une usine d'assemblage de bus à Sainte-Claire.

### Héraldique
| Misericordia Et Veritas |
| ----------------------- |

| L'écu de Sainte-Claire se blasonne ainsi : Parti d'argent et de gueules à l'aigle éployée de l'un en l'autre, au franc-canton d'azur chargé d'une croix alésée d'or. |

## Géographie
La rivière Etchemin traverse la municipalité du sud-est au nord-ouest et la rivière des Abénaquis la traverse d'est en ouest jusqu'au centre où elle conflue avec la rivière Etchemin.
Faisant partie de Sainte-Claire, le hameau Abénakis rappelle que les Amérindiens Abénakis vivaient autrefois de pêche et de chasse sur le territoire de la municipalité.

## Démographie
| 1861  | 1871  | 1881  | 1891  | 1901  | 1911  |
| ----- | ----- | ----- | ----- | ----- | ----- |
| 2 446 | 2 481 | 2 132 | 1 824 | 1 759 | 1 899 |

| 1921  | 1931  | 1941  | 1951  | 1956  | 1961  |
| ----- | ----- | ----- | ----- | ----- | ----- |
| 1 945 | 1 075 | 1 096 | 1 653 | 1 634 | 1 794 |

| 1966  | 1971  | 1976  | 1981  | 1986  | 1991  |
| ----- | ----- | ----- | ----- | ----- | ----- |
| 1 866 | 1 981 | 2 110 | 2 880 | 3 009 | 3 106 |

| 1996  | 2001  | 2006  | 2011  | 2016  | 2021  |
| ----- | ----- | ----- | ----- | ----- | ----- |
| 3 160 | 3 135 | 3 097 | 3 325 | 3 362 | 3 526 |

## Administration
Le conseil municipal de Sainte-Claire est composé d'un maire et de six conseillers qui sont élus en bloc à tous les quatre ans divisés en six districts.

### Liste des maires
Les élections municipales se font en bloc et suivant un découpage de six districts.
| Sainte-Claire Maires depuis 2002                                                                                     |                 |                         |          |
| Élection | Maire           | Qualité                 | Résultat |
| 2002 | Fernand Fortier |                         | Voir     |
| 2005 | Fernand Fortier | Voir                    |          |
| 2009 | Fernand Fortier | Voir                    |          |
| 2013 | Denise Dulac    |                         | Voir     |
| 2017 | Denise Dulac    | Voir                    |          |
| fév. 2021 | Guylaine Aubin  | Conseillère (2013-2020) | Voir     |
| 2021 | Guylaine Aubin  | Conseillère (2013-2020) | Voir     |
| Élection partielle en italique Depuis 2005, les élections sont simultanées dans toutes les municipalités québécoises |                 |                         |          |

## Hameaux
- Abénakis

## Personnalités

### Politiciens et fonctionnaires
François Fortunat Rouleau (1849-1907) est né à Sainte-Claire. Il fut député fédéral du Parti libéral-conservateur dans Dorchester de 1874 à 1882.
Gérard Corriveau (1911-2005) est né à Sainte-Claire. Il fut juge à la Cour supérieur du Québec de 1961 à 1986.
François Langlois (1948-) est né à Sainte-Claire. Il fut député fédéral du Bloc québécois dans Bellechasse de 1993 à 1997.

### Religieux
Jean Langevin (1821-1892) fut vicaire à Sainte-Claire avant de dévenir le premier évêque du diocèse de Rimouski de 1867 à 1891.
Joseph-Alfred Langlois (1876-1966) est natif de Sainte-Claire. Il fut l'évêque du diocèse de Valleyfield de 1926 jusqu'à sa mort en 1966.

### Scientifiques
Joseph-Alphonse Couture (1850-1922) est né à Sainte-Claire. Il fut le premier vétérinaire animal francophone au Canada en 1873 et fut le directeur de la station de quarantaine animale de Lévis de 1879 à 1922.

### Industriels
Philias Morin (1884-1957) est né à Sainte-Claire. Il fut le fondateur de la Dominion Preserving Company Ltd., qui crée et manufacture les soupes Habitant à Montréal à partir de 1918.